# 吉川経典
吉川 経典（きっかわ つねのり）は、戦国時代の武将。石見吉川氏9代当主。
石見吉川氏は藤原南家工藤氏の流れを汲む吉川氏の庶流。
石見吉川氏は父経佑の代に所領を没収されてしまったが、経典は大内義興に仕えて上洛の軍勢に加わった。永正8年（1511年）の船岡山合戦では、邇摩郡分郡守護代の問田弘胤の一所として奮戦している。共に上洛した安芸惣領家の吉川国経らが帰国した際にはそれに従わず、なお義興の元に留まり在京を続けた。
永正12年（1515年）にそれまでの功績により石見国邇摩郡久利郷市原村に所領を宛行われている。その後も大内氏の下で軍忠に励み、天文7年（1538年）に邇摩郡大家庄西郷津淵村に所領を宛行われた。
天文10年（1541年）、久利淡路守の子で経典の甥にあたる与七郎（吉川経安）を三女の婿養子に迎え家督を譲った。

## 参考資料
- 「石見吉川家文書」（『大日本古文書』家わけ第九、吉川家文書、附録）